# Julio Briñol
Julio Briñol López (Madrid, 1930) es un historietista y pintor español, hijo del pintor navarro Julio Briñol Maíz. Conocido por su trabajo en la serie de cómics ''El Capitán Trueno'', fue una figura presente en la ilustración de cómics en España durante la segunda mitad del siglo XX.

## Biografía
Nació en Madrid el 24 de enero de 1930, hijo del pintor navarro Julio Briñol Maíz.Desde joven mostró un gran interés por el arte y la ilustración, lo que lo llevó a desarrollar su carrera en el mundo de la historieta. Se formó en Bellas Artes, donde perfeccionó sus habilidades en dibujo y pintura, explorando diversas técnicas y estilos que más tarde influirían en su trabajo en los cómics. 
Se casó con una mujer llamada Lolita y con quien tuvo cuatro hijos. Sobrevivió a la guerra civil española y a la tuberculosis. Siendo joven trabajó en un estudio de arquitectura y se dedicó a viajar por diversos países.
Durante su juventud, estableció contacto con la editorial Bruguera a través de la ayuda de un hermano de su novia, trabajando para esta entre 1962 y 1965. Aunque inicialmente trabajó en diversas publicaciones, colaborando con distintas editoriales y participando en ilustraciones publicitarias, como en el "Paje Elgorriaga", su oportunidad más destacada llegó al ser contratado para dibujar la popular serie "El Capitán Trueno".
Sin embargo, en 1965 se vio obligado a dejar el mundo del cómic debido a dificultades económicas, lo que lo llevó a centrarse en su empleo en un estudio de arquitectura. A pesar de ello, continuó realizando ilustraciones de manera independiente y participando en proyectos artísticos relacionados con la pintura y el diseño gráfico.
En 2020 y con noventa años de edad, pasó la pandemia del Covid-19 en casa, padeciendo de coronavirus y dedicando una gran parte de su tiempo a pintar y escribir. Fue ahí cuando concedió una entrevista para el diario El Mundo, compartiendo sus experiencias y reflexiones sobre su vida y carrera.

## Trayectoria profesional
La carrera artística de Briñol se destaca principalmente por su contribución al mundo de la historieta española durante las décadas de 1950 y 1960. A continuación, se detallan algunas de sus obras más significativas:
- "El Capitán Trueno": Briñol trabajó en esta emblemática serie de aventuras, aportando su talento en la ilustración de varios números en 1961. Su estilo detallado y dinámico contribuyó a definir la estética de la serie durante ese período. Así pues, en "El Capitán Trueno", Briñol participó en la revista "El Capitán Trueno Extra", ilustrando los números 76 ("¡Sirit, el invencible!"), 77 ("¡El bosque fatídico!") y 78 ("¡A merced de Birman!").[6]

- "El Paje Elgorriaga": Participó en dos historias tituladas "El Tesoro de los Magos" y "El Misterio del Gran Califa", donde demostró su habilidad para representar escenarios exóticos y tramas llenas de misterio y aventura.

Además de su trabajo en historietas, Briñol exploró otras facetas artísticas, incluyendo la ilustración publicitaria y la pintura. Sin embargo, debido a las limitaciones económicas de la profesión de historietista en esa época, decidió enfocarse en una carrera más estable en el ámbito de la arquitectura a partir de 1965.

## Obras
| Años | Título            | Guionista    | Tipo            | Publicación                                |
| ---- | ----------------- | ------------ | --------------- | ------------------------------------------ |
|      | Detective Fenelón | Julio Briñol |                 |                                            |
| 1962 | El Paje Elorriaga |              | Serie con Osete | El Capitán Trueno, El Capitán Trueno Extra |
| 1964 | El Capitán Trueno |              | Serie           | El Capitán Trueno Extra                    |

## Legado
Aunque su carrera en el mundo de la historieta no fue extensa, Julio Briñol López dejó huella en el cómic español. Su trabajo en ''El Capitán Trueno'' es recordado como una de sus contribuciones más importantes a esta serie de aventuras.